# Ochthera pilimana
Ochthera pilimana är en tvåvingeart som beskrevs av Becker 1903. Ochthera pilimana ingår i släktet Ochthera och familjen vattenflugor. Inga underarter finns listade i Catalogue of Life.